# William Milne (Politiker)
Hon. Sir William Milne, Kt (* 17. Mai 1822 in Glasgow, Schottland; † 23. April 1895 in Crafers, South Australia) war ein australischer Politiker, der unter anderem zwischen 1857 und 1868 erst Mitglied des South Australian House of Assembly sowie daraufhin zwischen 1869 und 1881 Mitglied des South Australian Legislative Council war. Er war zudem mehrmals Minister sowie von 1873 bis 1881 Präsident des Legislativrates.

## Leben

### Abgeordneter desHouse of Assemblyund Minister
Der aus Schottland stammende William Milne erhielt nach dem Besuch der Glasgow High School eine kaufmännische Ausbildung und kam mit freier Überfahrt als Landarbeiter am 29. Oktober 1839 in Port Adelaide an. Später war er mit einem Schwager als Wein- und Spirituosenhändler tätig und gründete zunächst das Unternehmen Disher & Milne sowie später 1853 mit Milne & Co. sein eigenes Geschäft. Er wurde nach der Verabschiedung der neuen demokratischen Verfassung bei der ersten Wahl am 9. März 1857 im neu geschaffenen Zwei-Personen-Wahlkreis Onkaparinga erstmals zum Mitglied des South Australian House of Assembly gewählt, des Unterhauses des Parlaments von South Australia, und vertrat diesen Wahlkreis bis zu seiner Niederlage gegen Thomas Playford II bei der Wahl am 20. April 1868.
Am 21. August 1857 übernahm Milne in der Regierung von Premierminister John Baker ein Ministeramt und fungierte bis zum 1. September 1857 erstmals als Minister für Ländereien der Krone und Einwanderung (Commissioner of Crown Lands and Immigration). Das Amt als Minister für Ländereien der Krone und Einwanderung bekleidete er erneut zwischen dem 5. Juli 1859 und dem 9. Mai 1860 in der Regierung von Premier Richard Hanson. In der Regierung von Premier George Marsden Waterhouse übernahm er am 19. Februar 1862 den Posten als Minister für öffentliche Arbeiten (Commissioner of Public Works) und behielt diesen bis zum 4. Juli 1863. In der ersten Regierung von Premier Henry Ayers übernahm er zwischen dem 22. Juli und dem 4. August 1864 wieder kurzzeitig das Amt als Minister für Ländereien der Krone und Einwanderung. In der darauf folgenden ersten Regierung von Premier Arthur Blyth fungierte er vom 4. August 1864 bis zum 22. März 1865 noch einmal als Minister für öffentliche Arbeiten. In der ersten Regierung von Premier James Boucaut übernahm er zwischen dem 28. März 1866 und dem 3. März 1867 abermals den Posten als Minister für Ländereien der Krone und Einwanderung. Am 13. September 1866 wurde ihm der Höflichkeitstitel The Honourable verliehen.

### Mitglied und Präsident desLegislative Council
Nach seinem Ausscheiden aus der Legislativversammlung wurde William Milne am 19. März 1869 zum Mitglied des South Australian Legislative Council gewählt, des Oberhauses des Parlaments, und gehörte diesem bis zu seiner neuerlichen Wahlniederlage am 19. April 1881 an. Am 30. Mai 1870 wurde er in die dritte Regierung von Premier John Hart berufen und fungierte in dieser bis zum 10. November 1871 als Chief Secretary und damit als Chefsekretär der Regierung. Das Amt als Chief Secretary bekleidete er vom 10. November 1871 bis zum 22. Januar 1872 weiterhin in der zweiten Regierung von Premier Arthur Blyth.
Als Nachfolger von John Morphett übernahm Milne schließlich am 25. Juli 1873 das Amt als Präsident des South Australia Legislative Council und hatte dieses bis zu seinem Ausscheiden aus dem Legislativrat am 19. April 1881 inne, woraufhin der ehemalige dreifache Premier Henry Ayers ihn ablöste. Für seine Verdienste wurde er am 19. August 1876 als Knight Bachelor (Kt) nobilitiert, wodurch er fortan das Prädikat „Sir“ führte.
Aus seiner am 4. März 1842 geschlossenen Ehe mit Eliza Disher (um 1818–1912) gingen vier Söhne und fünf Töchter hervor. Eine seiner Töchter war die Ehefrau des Politikers Lancelot Stirling (1849–1932), der ebenfalls Mitglied des South Australian House of Assembly sowie des South Australian Legislative Council war und zwischen 1901 und 1932 mit der bislang längsten Amtszeit Präsident des Legislativrates war.

## Hintergrundliteratur
- J. J. Pascoe: History of Adelaide and Vicinity. Adelaide 1901.
- H. T. Burgess (Herausgeber): Cyclopedia of South Australia. Adelaide 1909.
- Parliament of South Australia: Statistical Record of the Legislature 1836–2007 (Memento vom 11. März 2019 im Internet Archive)
- Gordon Desmond Combe: Responsible Government in South Australia, Band 1, Wakefield Press, 2009, ISBN 978-1-86254-843-5 (Onlineversion (Auszug))